# Plagiorhynchus spiralis
Plagiorhynchus spiralis är en hakmaskart som först beskrevs av Rudolphi 1809.  Plagiorhynchus spiralis ingår i släktet Plagiorhynchus och familjen Plagiorhynchidae. Inga underarter finns listade i Catalogue of Life.